# Wang Si-jü
Wang Si-jü (čínsky pchin-jinem Wáng Xīyǔ, znaky zjednodušené 王曦雨, * 28. březen 2001 Tchaj-sing, Ťiang-su) je čínská profesionální tenistka hrající levou rukou. Ve své dosavadní kariéře na okruhu WTA Tour vyhrála jeden turnaj ve dvouhře, když triumfovala na Guangzhou Open 2023. V rámci okruhu ITF získala čtyři tituly ve dvouhře a tři ve čtyřhře.
Na žebříčku WTA byla ve dvouhře nejvýše klasifikována v lednu 2023 na 49. místě a ve čtyřhře v lednu 2024 na 168. místě. Trénuje ji Španěl Karim Perona.
V juniorském tenise triumfovala v singlové soutěži US Open 2018, čímž se stala první čínskou šampionkou juniorské grandslamové dvouhry. S krajankou Wang Sin-jü také ovládla čtyřhru ve Wimbledonu 2018. V sezóně 2018 figurovala na čele světového kombinovaného žebříčku.
V čínském týmu Billie Jean King Cupu debutovala v roce 2021 's-hertogenboschskou světovou baráží proti Nizozemsku, v níž vyhrála dvouhry s Rusovou i Pattinamou Kerkhoveovou. Číňanky přesto odešly poraženy 2:3 na zápasy. Do dubna 2024 v soutěži nastoupila ke dvěma mezistátním utkáním s bilancí 2–1 ve dvouhře a 0–0 ve čtyřhře.

## Juniorský tenis
Do prvního grandslamového finále v juniorském tenise postoupila s Chorvatkou Leou Boškovićovou ve čtyřhře US Open 2017. Ze závěrečného duelu odešly poraženy od nejvýše nasazené, srbsko-ukrajinské dvojice Olga Danilovićová a Marta Kosťuková.

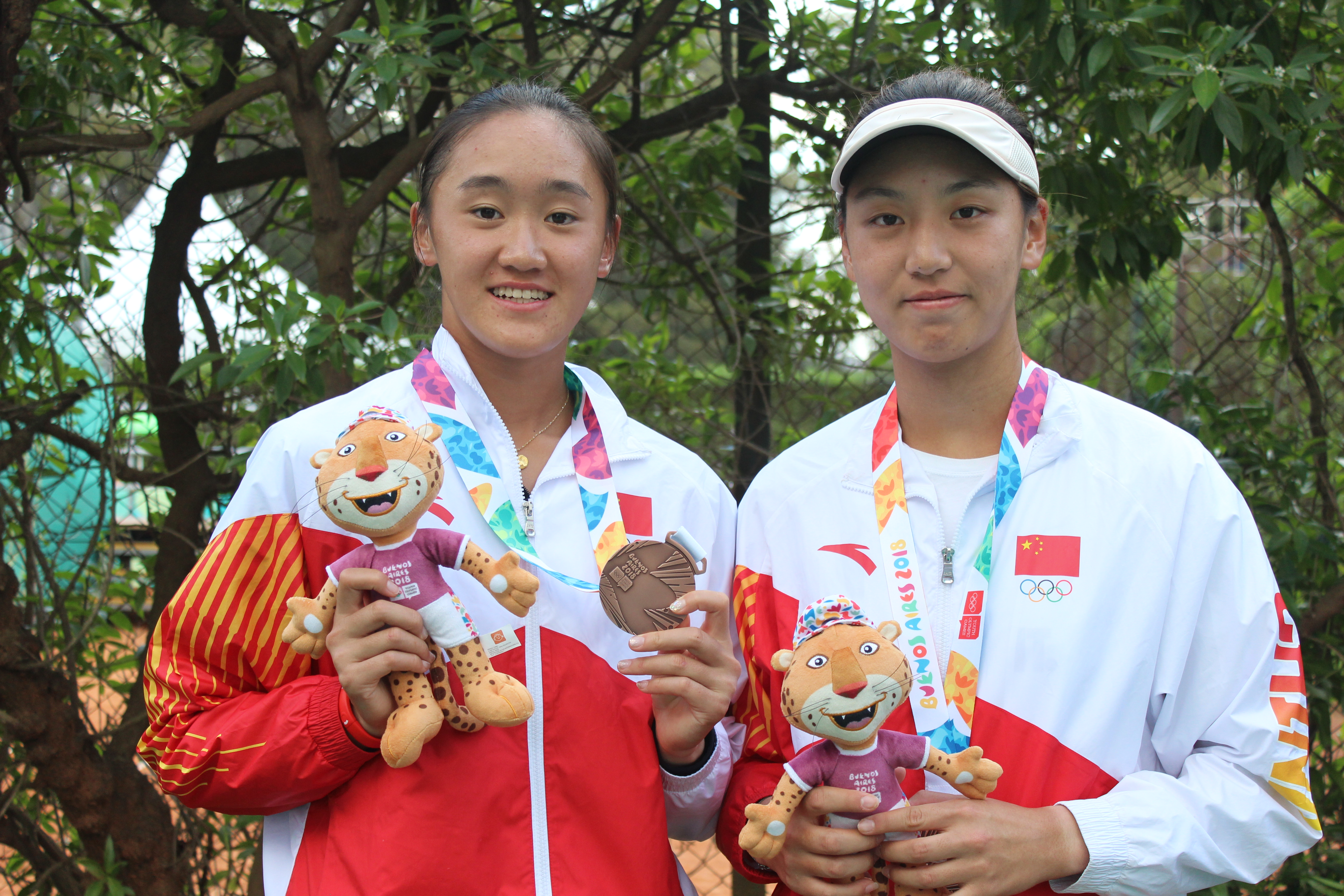
Wang Si-jü (vlevo) a Wang Sin-jü s bronzovými medailemi ze čtyřhry Letní olympiády mládeže 2018

Z Wimbledonu 2018 si odvezla deblovou trofej, když s Wang Sin-jü přehrály americké juniorky Caty McNallyovou s Whitney Osuigweovou. V téže sezóně pak jako turnajová trojka ovládla dvouhru US Open 2018 po finálovém vítězství nad 17letou Francouzkou Clarou Burelovou ve dvou sadách. V sedmnácti letech se stala vůbec první Číňankou, která vyhrála juniorskou grandslamovou dvouhru.
Čínu reprezentovala na Letních olympijských hrách mládeže 2018 v Buenos Aires, kde na dvorcích Lawn Tennis Clubu získala s Wang Sin-jü bronzovou medaili ve čtyřhře. Jako členka juniorské první světové desítky se stala nejvýše nasazenou v singlové soutěži. V úvodním kole podlehla Japonce Juki Naitové.
Na juniorském okruhu ITF získala šest singlových a osm deblových trofejí. Na juniorském kombinovaném žebříčku ITF figurovala během září 2018 na 1. místě, když se světovou jedničkou stala po triumfu ve Flushing Meadows.

## Profesionální kariéra

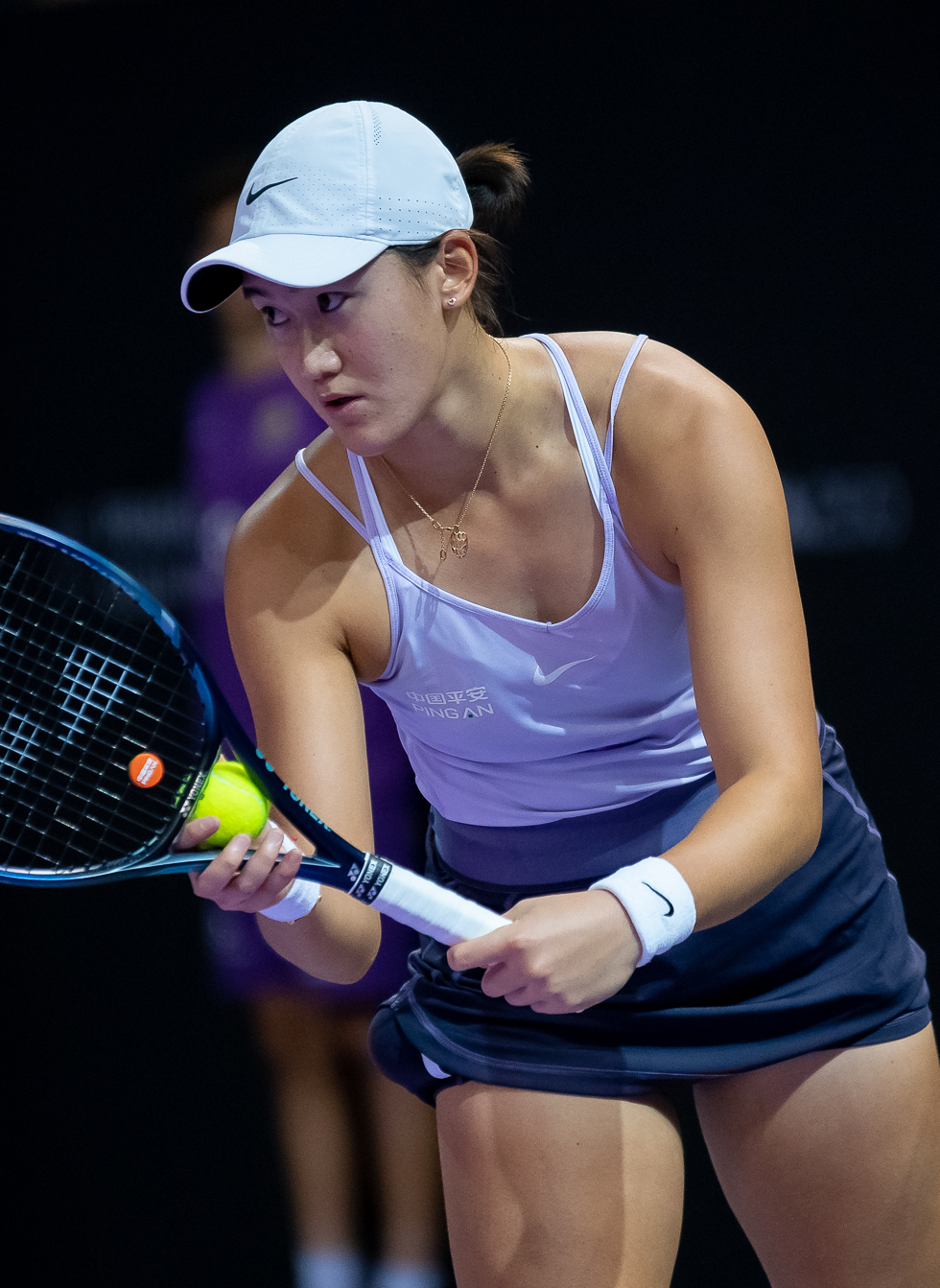
Podání na Transylvania Open 2022

V rámci hlavních soutěží událostí okruhu ITF debutovala v lednu 2016, když na turnaj v čínském An-ningu s dotací 10 tisíc dolarů odbržela divokou kartu. V úvodním kole podlehla krajance Jang I-ti. Následující týden v témže areálu již postoupila do prvního semifinále. Premiérový singlový titul v této úrovni tenisu vybojovala během srpna 2018 na nonthaburijském turnaji s rozpočtem 25 tisíc dolarů. Ve finále přehrála Češku Barboru Štefkovou z páté světové stovky.
Na okruhu WTA Tour debutovala na říjnovém Tianjin Open 2017 v čínském Tchien-ťinu, kam ji organizátoři udělili divokou kartu. Na úvod vyřadila Černohorku Danku Kovinićovou díky získanému tiebreaku druhé sady v poměru 10:8. Poté však podlehla světové pětadvacítce Pcheng Šuaj. Do turnaje kategorie Premier 5 poprvé zasáhla na Wuhan Open 2018 po zvládnutých kvalifikačních duelech s Kužmovou a Kingovou. V první fázi dvouhry zdolala Američanku Bernardu Peraovou a následně ji zastavila ruská světová třináctka Darja Kasatkinová. Událost z kategorie Premier Mandatory poprvé odehrála na březnovém Miami Open 2019. Po vyřazení portorické olympijské šampionky Móniky Puigové nenašla recept na osmou ženu klasifikace Kiki Bertensovou.
Debut v hlavní soutěži nejvyšší grandslamové kategorie zaznamenala v ženském singlu US Open 2019 po tříkolové kvalifikaci, v jejímž závěru prohrála, ale postoupila jako šťastná poražená. Předchozí tři kvalifikační soutěže v sezóně 2019 nezvládla. Na úvod newyorské dvouhry ji vyřadila další kvalifikantka Kirsten Flipkensová z počátku druhé světové stovky. Na pekingském China Open 2019 byla nad její síly Češka Kateřina Siniaková a ve druhé fázi navazujícího Tianjin Open 2019 pak Tunisanka Ons Džabúrová. Sezónu 2020 otevřela postupem do druhého kola Shenzhen Open přes Rumunku Soranu Cîrsteaovou, než utržila porážku od sedmnácté hráčky žebříčku Elise Mertensové. Z kvalifikačního kola Australian Open 2020 do hlavní soutěže ji nepustila Ruska Ljudmila Samsonovová. V únoru posunula své kariérní maximum postupem do prvního čtvrtfinále na Thailand Open 2020. V zahajovacím utkání rovněž poprvé zdolala členku světové dvacítky, patnáctou v pořadí Petru Martićovou z Chorvatska. Z kvalifikace až do semifinále se pak probojovala na navazujícím Abierto Mexicano Telcel 2020 v Acapulku, kde ji stopku vystavila pozdější britská vítězka Heather Watsonová. Bodový zisk pro ni znamenal posun na 106. příčku žebříčku.

## Finále na okruhu WTA Tour
| Legenda                  |
| ------------------------ |
| D – dvouhra; Č – čtyřhra |
| Grand Slam (0)           |
| Turnaj mistryň (0)       |
| WTA 1000 (0)             |
| WTA 500 (0)              |
| WTA 250 (1–1 D)          |

### Dvouhra: 2 (1–1)
| Stav       | č. | datum          | turnaj                | povrch | soupeřka ve finále | výsledek      |
| ---------- | -- | -------------- | --------------------- | ------ | ------------------ | ------------- |
| Vítězka    | 1. | 23. září 2023  | Kanton, Čína          | tvrdý  | Magda Linetteová   | 6–0, 6–2      |
| Finalistka | 1. | 3. března 2024 | Austin, Spojené státy | tvrdý  | Jüan Jüe           | 4–6, 6–7(4–7) |

## Finále série WTA 125
| Legenda                  |
| ------------------------ |
| D – dvouhra; Č – čtyřhra |
| WTA 125 (0–1 D)          |

### Dvouhra: 1 (0–1)
| Stav       | č. | datum       | turnaj              | povrch | soupeřka ve finále | výsledek      |
| ---------- | -- | ----------- | ------------------- | ------ | ------------------ | ------------- |
| Finalistka | 1. | červen 2022 | Valencie, Španělsko | antuka | Čeng Čchin-wen     | 4–6, 6–4, 3–6 |

## Tituly na okruhu ITF
| Dotace turnajů okruhu ITF | Dotace turnajů okruhu ITF |
| ------------------------- | ------------------------- |
| 100 000 $ tournaments     | 80 000 $ tournaments      |
| 75 000 $ tournaments      | 60 000 $ tournaments      |
| 50 000 $ tournaments      | 25 000 $ tournaments      |
| 15 000 $ tournaments      | 10 000 $ tournaments      |

### Dvouhra (4 tituly)
| Č. | datum       | turnaj                     | povrch | soupeřka ve finále | výsledek      |
| -- | ----------- | -------------------------- | ------ | ------------------ | ------------- |
| 1. | srpen 2018  | Nonthaburi, Thajsko        | tvrdý  | Barbora Štefková   | 6–3, 7–5      |
| 2. | srpen 2018  | Cukuba, Japonsko           | tvrdý  | Čang Kchaj-lin     | 3–6, 7–5, 7–5 |
| 3. | květen 2019 | Solgironès, Španělsko      | antuka | Dalma Gálfiová     | 4–6, 6–3, 6–2 |
| 4. | srpen 2023  | Landisville, Spojené státy | tvrdý  | Madison Brengleová | 6–2, 6–3      |

### Čtyřhra (3 tituly)
| Č. | datum       | turnaj               | povrch     | spoluhráčka            | soupeřky ve finále                         | výsledek         |
| -- | ----------- | -------------------- | ---------- | ---------------------- | ------------------------------------------ | ---------------- |
| 1. | červen 2018 | Barcelona, Španělsko | flagicon   | Jessica Hoová          | Carolina Meligeni Alvesová Jade Suvrijnová | 6–3, 6–1         |
| 2. | červen 2018 | Madrid, Španělsko    | antuka (h) | Montserrat Gonzálezová | Anastasija Pribylovová Raluca Șerbanová    | 6–4, 7–6(7–4)    |
| 3. | srpen 2018  | Nonthaburi, Thajsko  | tvrdý      | Wang Sin-jü            | Destanee Aiavová Naiktha Bainsová          | 7–5, 5–7, [10–4] |

## Finále na juniorském Grand Slamu

### Dvouhra juniorek: 1 (1–0)
| Stav    | rok  | turnaj  | povrch | soupeřka ve finále | výsledek      |
| ------- | ---- | ------- | ------ | ------------------ | ------------- |
| Vítězka | 2018 | US Open | tvrdý  | Clara Burelová     | 7–6(7–4), 6–2 |

### Čtyřhra juniorek: 2 (1–1)
| Stav       | rok  | turnaj    | povrch | spoluhráčka     | soupeřky ve finále                 | výsledek |
| ---------- | ---- | --------- | ------ | --------------- | ---------------------------------- | -------- |
| Finalistka | 2017 | US Open   | tvrdý  | Lea Boškovićová | Olga Danilovićová Marta Kosťuková  | 1–6, 5–7 |
| Vítězka    | 2018 | Wimbledon | tráva  | Wang Sin-jü     | Caty McNallyová Whitney Osuigweová | 6–2, 6–1 |